# Alan Quinlan
Pour les articles homonymes, voir Quinlan.
Pas d'image ? Cliquez ici

a Compétitions nationales et continentales officielles uniquement.

b Matchs officiels uniquement.
Dernière mise à jour le 3 novembre 2021.
Alan Quinlan, est né le 13 juillet 1974 à Tipperary (Irlande). C’est un joueur de rugby à XV, qui a joué avec l'équipe d'Irlande et qui évolue avec la province de Munster au poste de troisième ligne aile (1,90 m et 105 kg).

## Carrière

### En club
- Munster

Il joue l'intégralité de sa carrière professionnelle avec la province de Munster en coupe d'Europe et en Celtic League.
Il a disputé 78 matchs de Coupe d'Europe.

### En équipe nationale
Il a eu sa première cape internationale le 19 octobre 1999 contre l'équipe de Roumanie.
Il a disputé les coupes du monde 1999 (1 match) et 2003 (3 matchs, dont 2 comme titulaire).

## Palmarès
- 27 sélections
- Sélections par année : 1 en 1999, 2 en 2001, 6 en 2002, 10 en 2003, 2 en 2004, 2 en 2005, 2 en 2007, 2 en 2008
- Tournois des Six Nations disputés: 2001, 2003